# Yamada Nobuhisa
Yamada Nobuhisa (山田 暢久 sinh ngày 10 tháng 9, 1975) là một cựu cầu thủ bóng đá Nhật Bản.
Yamada chủ yếu thi đấu trong vai trò hậu vệ hoặc tiền vệ. Anh dành trọn sự nghiệp tại câu lạc bộ Urawa Red Diamonds của J1 League với trên 500 trận đấu tại giải vô địch quốc gia. Anh có 15 lần khoác áo Đội tuyển bóng đá quốc gia Nhật Bản.

## Thống kê sự nghiệp
| Đội tuyển bóng đá Nhật Bản | Đội tuyển bóng đá Nhật Bản | Đội tuyển bóng đá Nhật Bản |
| Năm                        | Trận                       | Bàn                        |
| -------------------------- | -------------------------- | -------------------------- |
| 2002                       | 1                          | 0                          |
| 2003                       | 11                         | 0                          |
| 2004                       | 3                          | 1                          |
| Tổng cộng                  | 15                         | 1                          |